# 1982-1983シーズンのNBA
1982-1983シーズンのNBAは、NBAの37回目のシーズンである。

## シーズン前

### ドラフト
この年のドラフトでは1980年代を代表するスモールフォワード2人が指名を受けた。ジェームス・ウォージーは全体1位指名を受けてロサンゼルス・レイカーズに入団。前季チャンピオンチームのレイカーズが1位指名を持っていたのは、マジック・ジョンソンが加入した1979-80シーズン中、クリーブランド・キャバリアーズとのトレードでこの年の1巡目指名権を獲得していたからである。前季のキャバリアーズは15勝67敗でリーグ最下位となり、レイカーズが獲得した指名権は全体1位指名権に化けてしまったのである（当時低迷期に入っていたキャバリアーズは、再建を目指すためにむしろ将来のドラフト指名権を集めなければならない立場だったが、このように自ら指名権を次々と手放していたため、再建が大きく遅れてしまった）。抜群の身体能力と得点力を誇るウォージーの入団で、速攻を軸とするレイカーズのオフェンスが完成され、いよいよ"ショータイム"レイカーズがリーグを席巻することとなる。
もう一人はユタ・ジャズから全体3位指名を受けたドミニク・ウィルキンスである。しかし彼が入団したのはジャズはでなく、ジャズとトレードを交したアトランタ・ホークスだった。ホークスがウィルキンスの代わりに放出したのは、長年ホークスのエースを務めてきたジョン・ドリューであり、ウィルキンスへの期待の高さが窺えた。ホークスの選択は正解で、ウィルキンスは派手なダンクで注目を集めると共に、ホークスを80年代後半有数の強豪チームへと押し上げていく。ほか、テリー・カミングス、ラサール・トンプソン、トレント・タッカー、クインティン・デイリー、クラーク・ケロッグ、クリフ・リビングストン、ラファイエット・リーバー、ジョン・バグリー、スリーピー・フロイド、レスター・コナー、テリー・ティーグル、リッキー・ピアース、ポール・プレッシー、フレッド・ロバーツ、スコット・ヘイスティングス、ロッド・ヒギンズ、デレック・スミス、クレイグ・ホッジス、マーク・イートン、マイク・サンダース、エド・ニアリーらが指名を受けている。
オールスターにはJ・ウォージー、T・カミングズ、D・ウィルキンズ、F・リーバー、S・フロイド、R・ピアース、M・イートンの7人が選出されている。

### その他
- ケーブ局USAネットワークとの契約が2年延長され、その放送権はESPNと共有された。

## シーズン

### オールスター
- 開催日：2月13日
- 開催地：カリフォルニア州イングルウッド
- オールスターゲーム　イースト 132－123 ウエスト
- MVP：ジュリアス・アービング　（フィラデルフィア・76ers）

### イースタン・カンファレンス
| Team                     | W  | L  | PCT. | GB |
| ------------------------ | -- | -- | ---- | -- |
| フィラデルフィア・76ers  | 65 | 17 | .793 | -  |
| ボストン・セルティックス | 56 | 26 | .683 | 9  |
| ニュージャージー・ネッツ | 49 | 33 | .598 | 16 |
| ニューヨーク・ニックス   | 44 | 38 | .537 | 21 |
| ワシントン・ブレッツ     | 42 | 40 | .512 | 23 |

| Team                           | W  | L  | PCT. | GB |
| ------------------------------ | -- | -- | ---- | -- |
| ミルウォーキー・バックス       | 51 | 31 | .622 | -  |
| アトランタ・ホークス           | 43 | 39 | .524 | 8  |
| デトロイト・ピストンズ         | 37 | 45 | .451 | 14 |
| シカゴ・ブルズ                 | 28 | 54 | .341 | 23 |
| クリーブランド・キャバリアーズ | 23 | 59 | .280 | 28 |
| インディアナ・ペイサーズ       | 20 | 62 | .244 | 31 |

### ウエスタン・カンファレンス
| Team                     | W  | L  | PCT. | GB |
| ------------------------ | -- | -- | ---- | -- |
| サンアントニオ・スパーズ | 53 | 29 | .646 | -  |
| カンザスシティ・キングス | 45 | 37 | .549 | 8  |
| デンバー・ナゲッツ       | 45 | 37 | .549 | 8  |
| ダラス・マーベリックス   | 38 | 44 | .463 | 15 |
| ユタ・ジャズ             | 30 | 52 | .366 | 23 |
| ヒューストン・ロケッツ   | 14 | 68 | .171 | 39 |

| Team                               | W  | L  | PCT. | GB |
| ---------------------------------- | -- | -- | ---- | -- |
| ロサンゼルス・レイカーズ           | 58 | 24 | .707 | -  |
| フェニックス・サンズ               | 53 | 29 | .646 | 5  |
| シアトル・スーパーソニックス       | 48 | 34 | .585 | 10 |
| ポートランド・トレイルブレイザーズ | 46 | 36 | .561 | 12 |
| ゴールデンステート・ウォリアーズ   | 30 | 52 | .366 | 28 |
| サンディエゴ・クリッパーズ         | 25 | 57 | .305 | 33 |

### スタッツリーダー
| 部門       | 選手                           | チーム                           | AVG  |
| ---------- | ------------------------------ | -------------------------------- | ---- |
| 得点       | アレックス・イングリッシュ     | デンバー・ナゲッツ               | 28.4 |
| リバウンド | モーゼス・マローン             | フィラデルフィア・76ers          | 15.3 |
| アシスト   | マジック・ジョンソン           | ロサンゼルス・レイカーズ         | 10.5 |
| スティール | マイケル・レイ・リチャードソン | ゴールデンステート・ウォリアーズ | 2.84 |
| ブロック   | トゥリー・ロリンズ             | アトランタ・ホークス             | 4.3  |
| FG%        | アーティス・ギルモア           | サンアントニオ・スパーズ         | 62.6 |
| FT%        | カルヴィン・マーフィー         | ヒューストン・ロケッツ           | 92.0 |
| 3FG%       | マイク・ダンリービー           | サンアントニオ・スパーズ         | 34.5 |

### 各賞
- 最優秀選手: モーゼス・マローン, フィラデルフィア・76ers
- ルーキー・オブ・ザ・イヤー：テリー・カミングス, サンディエゴ・クリッパーズ
- 最優秀守備選手賞: シドニー・モンクリーフ, ミルウォーキー・バックス
- シックスマン賞: ボビー・ジョーンズ, フィラデルフィア・76ers
- 最優秀コーチ賞: ドン・ネルソン, ミルウォーキー・バックス
- All-NBA First Team:
  - マジック・ジョンソン, ロサンゼルス・レイカーズ
  - シドニー・モンクリーフ, ミルウォーキー・バックス
  - ジュリアス・アービング, フィラデルフィア・76ers
  - ラリー・バード, ボストン・セルティックス
  - モーゼス・マローン, フィラデルフィア・76ers
- All-NBA Rookie Team:
  - ジェームス・ウォージー, ロサンゼルス・レイカーズ
  - クインティン・デイリー, シカゴ・ブルズ
  - テリー・カミングス, サンディエゴ・クリッパーズ
  - クラーク・ケロッグ, インディアナ・ペイサーズ
  - ドミニク・ウィルキンス, アトランタ・ホークス
- NBA All-Defensive First Team:
  - シドニー・モンクリーフ, ミルウォーキー・バックス
  - ダン・ラウンドフィールド, アトランタ・ホークス
  - ボビー・ジョーンズ, フィラデルフィア・76ers
  - モーゼス・マローン, フィラデルフィア・76ers
  - モーリス・チークス, フィラデルフィア・76ers
  - デニス・ジョンソン, フェニックス・サンズ

### シーズン概要
- モーゼス・マローンを獲得したフィラデルフィア・76ersは65勝を記録し、ボストン・セルティックスやロサンゼルス・レイカーズを抑えてカンファレンストップの勝率を収めた。一方マローンを失ったヒューストン・ロケッツは前季の46勝から14勝と一気に転落し、チーム史上最低勝率を記録した。
- フェニックス・サンズはモーリス・ルーカスを獲得。ウォルター・デイビス、アルヴァン・アダムス、ラリー・ナンスらサンズ生え抜きの選手に元ファイナルMVPのデニス・ジョンソンと充実したメンバーが揃っていたが、この年を境に衰え始め、レイカーズのライバルチームの座は、ダラス・マーベリックスやデンバー・ナゲッツなどに奪われてしまう。
- ニューヨーク・ニックスはシーズン前にゴールデンステート・ウォリアーズとのトレードでマイケル・レイ・リチャードソンを放出し、かわりにバーナード・キングを獲得。2シーズンぶりにプレーオフに復帰した。
- 前季勝率5割以上を達成しながらもプレーオフに届かなかったポートランド・トレイルブレイザーズは46勝を記録し、無事プレーオフに復帰。ジム・パクソン、マイカル・トンプソン、カルヴィン・ナットらが主力を担った。ブレイザーズはこのシーズンを皮切りに、NBA史上最長記録となる21シーズン連続プレーオフ出場を記録する。
- カンザスシティ・キングスは2年目のエディー・ジョンソンがエースとなり、このシーズンは45勝を記録するもプレーオフには届かなかった。
- 故障だらけのビル・ウォルトンを抱え、泥沼の低迷期が続くサンディエゴ・クリッパーズは、テリー・カミングスの新人王獲得が久々の明るい話題となった。しかし再建の柱となるはずだったカミングスは僅か2シーズンでクリッパーズを去ってしまう。
- インディアナ・ペイサーズはチーム史上最低勝率を記録。
- 76ers、セルティックスが在籍するアトランティック・デビジョンはこのシーズン全チームが勝率5割以上を達成した。ワシントン・ブレッツは42勝をあげたがプレーオフには届かなかった。
- 最優秀守備選手賞とシックスマン賞が新設される。

## プレーオフ・ファイナル
|  | 1回戦              | 1回戦                | 1回戦      |                      |                | カンファレンス準決勝 | カンファレンス準決勝 | カンファレンス準決勝 |  |   | カンファレンス決勝 | カンファレンス決勝 | カンファレンス決勝 |   |  | ファイナル | ファイナル | ファイナル |
|  |                    |                      |            |                      |                |                      |                      |                      |  |   |                    |                    |                    |   |  |            |            |            |
|  |                    |                      |            |                      |                |                      |                      |                      |  |   |                    |                    |                    |   |  |            |            |            |
|  |                    | 1                    | レイカーズ | 4                    |                |                      |                      |                      |  |   |                    |                    |                    |   |  |            |            |            |
|  |                    |                      |            | 4                    |                |                      |                      |                      |  |   |                    |                    |                    |   |  |            |            |            |
|  |                    |                      | 5          | トレイルブレイザーズ | 1              |                      |                      |                      |  |   |                    |                    |                    |   |  |            |            |            |
|  | 4                  | スーパーソニックス   | 5          | トレイルブレイザーズ | 1              | 0                    |                      |                      |  |   |                    |                    |                    |   |  |            |            |            |
|  | 4                  | スーパーソニックス   |            |                      |                | 0                    |                      |                      |  |   |                    |                    |                    |   |  |            |            |            |
|  | 5                  | トレイルブレイザーズ | 2          |                      |                |                      |                      |                      |  |   |                    |                    |                    |   |  |            |            |            |
|  | 5                  | トレイルブレイザーズ | 2          |                      |                |                      |                      |                      |  | 1 | レイカーズ         | 4                  |                    |   |  |            |            |            |
|  | Western Conference |                      |            |                      |                |                      |                      |                      |  | 1 | レイカーズ         | 4                  |                    |   |  |            |            |            |
|  |                    | 2                    | スパーズ   | 2                    |                |                      |                      |                      |  |   |                    |                    |                    |   |  |            |            |            |
|  | 3                  | 2                    | スパーズ   | 2                    | サンズ         | 1                    |                      |                      |  |   |                    |                    |                    |   |  |            |            |            |
|  | 3                  |                      |            |                      | サンズ         | 1                    |                      |                      |  |   |                    |                    |                    |   |  |            |            |            |
|  | 6                  | ナゲッツ             | 2          |                      |                |                      |                      |                      |  |   |                    |                    |                    |   |  |            |            |            |
|  | 6                  | ナゲッツ             | 2          |                      | 6              | ナゲッツ             | 1                    |                      |  |   |                    |                    |                    |   |  |            |            |            |
|  |                    |                      |            |                      | 6              | ナゲッツ             | 1                    |                      |  |   |                    |                    |                    |   |  |            |            |            |
|  |                    |                      | 2          | スパーズ             | 4              |                      |                      |                      |  |   |                    |                    |                    |   |  |            |            |            |
|  |                    |                      | 2          | スパーズ             | 4              |                      |                      |                      |  |   |                    |                    |                    |   |  |            |            |            |
|  |                    |                      |            |                      |                |                      |                      |                      |  |   |                    |                    |                    |   |  |            |            |            |
|  |                    |                      |            |                      |                |                      |                      |                      |  |   |                    |                    |                    |   |  |            |            |            |
|  |                    |                      |            |                      |                |                      |                      |                      |  |   |                    | W1                 | レイカーズ         | 0 |  |            |            |            |
|  |                    |                      |            |                      |                |                      |                      |                      |  |   |                    |                    |                    |   |  |            |            |            |
|  |                    | E1                   | 76ers      | 4                    |                |                      |                      |                      |  |   |                    |                    |                    |   |  |            |            |            |
|  |                    | E1                   | 76ers      | 4                    |                |                      |                      |                      |  |   |                    |                    |                    |   |  |            |            |            |
|  |                    |                      |            |                      |                |                      |                      |                      |  |   |                    |                    |                    |   |  |            |            |            |
|  |                    |                      |            |                      |                |                      |                      |                      |  |   |                    |                    |                    |   |  |            |            |            |
|  |                    | 1                    | 76ers      | 4                    |                |                      |                      |                      |  |   |                    |                    |                    |   |  |            |            |            |
|  |                    |                      |            | 4                    |                |                      |                      |                      |  |   |                    |                    |                    |   |  |            |            |            |
|  |                    |                      | 5          | ニックス             | 0              |                      |                      |                      |  |   |                    |                    |                    |   |  |            |            |            |
|  | 4                  | ネッツ               | 5          | ニックス             | 0              | 0                    |                      |                      |  |   |                    |                    |                    |   |  |            |            |            |
|  | 4                  | ネッツ               |            |                      |                | 0                    |                      |                      |  |   |                    |                    |                    |   |  |            |            |            |
|  | 5                  | ニックス             | 2          |                      |                |                      |                      |                      |  |   |                    |                    |                    |   |  |            |            |            |
|  | 5                  | ニックス             | 2          |                      |                |                      |                      |                      |  | 1 | 76ers              | 4                  |                    |   |  |            |            |            |
|  | Eastern Conference |                      |            |                      |                |                      |                      |                      |  | 1 | 76ers              | 4                  |                    |   |  |            |            |            |
|  |                    | 2                    | バックス   | 1                    |                |                      |                      |                      |  |   |                    |                    |                    |   |  |            |            |            |
|  | 3                  | 2                    | バックス   | 1                    | セルティックス | 2                    |                      |                      |  |   |                    |                    |                    |   |  |            |            |            |
|  | 3                  |                      |            |                      | セルティックス | 2                    |                      |                      |  |   |                    |                    |                    |   |  |            |            |            |
|  | 6                  | ホークス             | 1          |                      |                |                      |                      |                      |  |   |                    |                    |                    |   |  |            |            |            |
|  | 6                  | ホークス             | 1          |                      | 3              | セルティックス       | 0                    |                      |  |   |                    |                    |                    |   |  |            |            |            |
|  |                    |                      |            |                      | 3              | セルティックス       | 0                    |                      |  |   |                    |                    |                    |   |  |            |            |            |
|  |                    |                      | 2          | バックス             | 4              |                      |                      |                      |  |   |                    |                    |                    |   |  |            |            |            |
|  |                    |                      | 2          | バックス             | 4              |                      |                      |                      |  |   |                    |                    |                    |   |  |            |            |            |
|  |                    |                      |            |                      |                |                      |                      |                      |  |   |                    |                    |                    |   |  |            |            |            |

### Fo・Fo・Fo
ウィルト・チェンバレンが去り、さらにビリー・カニンガムがチームを去った翌年のフィラデルフィア・76ersはリーグ史上最低勝率となる9勝73敗を記録。しかしダグ・コリンズ、ジョージ・マクギニスらによって再建が為され、そして1976年にはABA出身のジュリアス・アービングを迎え、リーグ有数の強豪チームに成長し、ファイナルにも進出した。1980年代に入りマジック・ジョンソンやラリー・バードなど新世代のスター選手を獲得したロサンゼルス・レイカーズやボストン・セルティックスの台頭が始まる中、76ersは70年代の残照として依然強力な強豪としてリーグに君臨していたが、しかしプレーオフでは新世代チームに押されつつあり、特にレイカーズには1980年と1982年のファイナルで優勝の夢を砕かれている。76ersも世代交代の波には逆らえないかに見えた。
ファイナルでレイカーズに敗れた前季終了後、76ersは大胆に動いた。まずは破壊的なスラムダンカーとしてならしたダリル・ドーキンスをニュージャージー・ネッツに放出し、そしてコールドウェル・ジョーンズと将来のドラフト1巡目指名権を引き換えにヒューストン・ロケッツとトレード。アービングと同じABA出身であるモーゼス・マローンを迎え入れたのである。元々76ersにはジュリアス・アービングを筆頭に、優れたスコアラーのアンドリュー・トニー、好ディフェンダーのボビー・ジョーンズにモーリス・チークスと、ペリメーターには優秀な人材が揃っていたが、これに当時のリーグトップセンターであるモーゼス・マローンがインサイドの核として加わり、ここにレイカーズやセルティックスを凌ぐメンバーが揃った。
元ABA出身でリーグ有数のスター選手であるアービングとマローンは、多くの面で対照的だった。アービングはその類稀な身体能力と華やかなプレイで学生時代から注目の的となり、ABA入り後は2度の優勝、MVPにも輝いた。ABA消滅の折、多くの選手が行き場を失う中でもアービングは76ersに移籍し、以後リーグ有数の強豪チームのエースとして活躍した。一方のマローンは身体能力は恵まれなかったが練習でそれを克服し、高校から直接プロ入りした5番目の選手となった。しかしプロ入りと同時にジャーニーマンとしての選手生活がスタートし、最初の3年間は毎年のように所属チームを替えていった。しかし1976年のヒューストン・ロケッツ移籍を切っ掛けにマローンは毎シーズン25得点15リバウンド以上を稼ぎ出すリーグを代表するセンターに生まれ変わった。常にスター街道を歩んできたアービングと、苦労して現在の地位を築いたマローンは、また性格面にも大きな違いがあり、ニューヨーク生まれで根っからの都会っ子であるアービングはリーグきっての紳士として知られ、記者からも評判が高かった。一方のマローンは寡黙で、たまに開かれる口からは問題発言が飛び出したこともあった。周囲はこんな2人が同じチームで共存できるか、不安視した。
しかし2人には共通の目的があった。NBA最高の名誉であるチャンピオンリングである。マローンを加えた76ersはリーグを席巻し、65勝17敗でリーグトップの勝率を収め、マローンはMVPを獲得した。マローン獲得は大成功だった。
そして開けば大胆発言が飛び出るマローンの口から、またもや大胆発言が飛び出した。レギュラーシーズン終了後に記者からどのようにプレーオフを戦うか尋ねられた時、ただ「Fo, Fo and Fo」と短く答えた。これはカンファレンス準決勝、カンファレンス決勝、そしてファイナルまでの各4戦を全勝で勝ち抜く、つまり全勝優勝することを宣言したのである。
プレーオフが始まると、76ersはマローンの宣言を粛々と実行するかのようにカンファレンス準決勝でニューヨーク・ニックスを4戦全勝でスイープした。そしてカンファレンス決勝の相手は宿敵ボストン・セルティックスではなく、ミルウォーキー・バックスだった。ポイントフォワードという新しい概念をNBAにもたらしたドン・ネルソンHC率いるバックスに、76ersは3連勝した後の第4戦で不覚をとり、94-100で一敗を喫してしまった。マローンの予言はここで崩れてしまったが、続く第5戦を勝利して2年連続でファイナルに進出した。
西から勝ち上がってきたのは76ersの仇敵ロサンゼルス・レイカーズだった。76ersが優勝するための最後のピースを手に入れたのならば、レイカーズもまた"ショータイム"バスケットを完成させるための最後のピースを手に入れていた。1982年のNCAAトーナメントを制し、鳴り物入りでレイカーズ入りしたジェームス・ウォージーは、この年はジャマール・ウィルクスの控えだったものの、その抜群のスピードとクイックネスはレイカーズのラン&ガンオフェンスを一つ上の段階に進化させた。しかしプレーオフの1週間前になってウォージーは足の骨折で戦線を離脱してしまう。それでも新人一人が抜けたところで揺らぐレイカーズでもなく、プレーオフではポートランド・トレイルブレイザーズとサンアントニオ・スパーズをそれぞれ4勝1敗で降し、2年連続でファイナルに進出した。しかしこの間、レイカーズは更なる痛手を負った。ボブ・マカドゥーがファイナルを全休する怪我を負い、ノーム・ニクソンも故障を抱えてしまったのである。
ファイナルは2年連続で同じ顔ぶれとなり、また同カードはこの4年間で3度目だった。過去2回はいずれもレイカーズが76ersを降して優勝していたが、しかし今回のファイナルは76ersがここまで圧倒的な強さを誇り、そしてレイカーズは故障者が続出しており、結果は火を見るより明らかだった。
フィラデルフィアで迎えた第1戦を113-107、第2戦を103-93、ロサンゼルスに戦いの場を移した第4戦では111-94と、76ersが三連勝を飾って一気に優勝に王手を掛けた。
第4戦では怪我を押して戦ったノーム・ニクソンがついに戦線を離脱。それでもレイカーズは奮闘し、試合終盤まで106-104と2点のリードを奪っていた。しかしタイムアウト明け後にジュリアス・アービングがカリーム・アブドゥル＝ジャバーのパスをスティールし、そのままワンマン速攻でダンクを決めて逆転を果たすと、さらにスリーポイントプレイにジャンプショットと、76ersの得点を一人で積み重ね、レイカーズを追い詰めた。そして最後はモーゼス・マローンとモーリス・チークスのダンクがレイカーズのゴールに襲い掛かり、ついに115-108で76ersが勝利。1967年以来16年ぶりの優勝を決めた。ファイナルがスイープで決するのは史上4度目、1975年以来8年ぶりのことである。
アービングにとっては4度目のファイナル挑戦にして初のNBA優勝であり、ABAと合わせれば3回目の優勝となった。またマローンにとってはロケッツ時代も含めて2度目のファイナル挑戦にして、生涯初の優勝であり、またファイナルMVPも受賞し、シーズンMVPとファイナルMVPを同時受賞した史上3人目の選手となった。プレーオフ前に宣言した「Fo・Fo・Fo」こそ叶わなかったものの、プレーオフの8勝1敗は2001年のレイカーズに破られるまで、歴代最高勝率だった。76ersにとって悲願であった今回の優勝は、フィラデルフィアでも特別な意味を持つものとなった。フィラデルフィアに本拠地を置くアメリカ四大メジャースポーツのチームの中では、最後の優勝となっているからである。76ersにとってもこれが最後の優勝となっており、アービングとマローンの二枚看板体制はその後も76ersを強豪チームに押し留めるが、ファイナル進出は叶わなかった。76ersが次にファイナルに進出するのは18年後の2001年のことである。
また76ersの優勝は70年代から活躍するベテラン選手達の最後の光でもあった。この年を最後にリーグはいよいよ本格的なレイカーズとセルティックスの二強時代、そしてそれに続く新世代たちが活躍する新たな時代を迎えることになるのである。

### 結果
フィラデルフィア・76ers 4-0 ロサンゼルス・レイカーズ　　ファイナルMVP：モーゼス・マローン

## ラストシーズン
- スティーヴ・ミックス　（1969-83）　長らくフィラデルフィア・76ersでプレイしてきたが、このシーズン前にミルウォーキー・バックスに移籍したため、優勝の機会を逃した。しかもさらにロサンゼルス・レイカーズに移籍するため、古巣76ersが優勝する姿を敵のベンチから眺める羽目となった。
- デイブ・コーウェンス　（1970-80, 82-83）　1970年代のボストン・セルティックスを支え、2度の優勝に貢献。1980年に一度引退しコーチ職に転向するも、このシーズン前に現役復帰し、セルティックス時代のチームメイトであるドン・ネルソンがヘッドコーチを務めるミルウォーキー・バックスで1シーズンだけプレイした。引退後は本格的にコーチの道を歩んだ。
- スペンサー・ヘイウッド　（1970-83）　70年代前半を代表するフォワード-センターであると共に、NBAにアーリーエントリー制度の導入を促し、またNBA初のABA出身選手としてその名を刻んだ。
- カルヴィン・マーフィー　（1970-83）　サンディエゴ時代からのヒューストン・ロケッツ一筋でプレイした。引退後もロケッツの役職を歴任し、テレビ解説者も務めた。
- ランディ・スミス　（1971-83）　ボブ・マカドゥーと共にバッファロー・ブレーブスの短い黄金期を支えた。その後クリーブランド・キャバリアーズ、ニューヨーク・ニックスを渡り歩き、このシーズンにサンディエゴ・クリッパーズと名を変えた古巣に復帰したが、シーズン中にアトランタ・ホークスにトレードされた。
- ケヴィン・ポーター　（1972-83）　4度のアシスト王に輝いたが、のべ7チームを渡り歩いたジャーニーマンでもあった。
- ラリー・ケノン　（1973-83）　ABA出身でジョージ・ガービンと共にサンアントニオ・スパーズを支えた。
- フィル・スミス　（1974-83）　ルーキーイヤーにゴールデンステート・ウォリアーズで優勝を経験。以後、エースとして数シーズンに渡ってウォリアーズを支え続けた。ラスト2シーズンはシアトル・スーパーソニックスで過ごした。
- ブライアン・ウィンターズ　（1974-83）　1975年のカリーム・アブドゥル＝ジャバーとのトレードによりミルウォーキー・バックスに移籍。以後、引退するまでの8シーズンをバックスで過ごした。引退後はコーチ職に転向。

## 初の労使協定
マジック・ジョンソン、ラリー・バードのNBA入りでリーグは確実に上昇気流に乗り始めていたが、それでも潤っていたのは一部のみで、依然として大多数の球団は財政難に苦しんでおり、1983年の段階では23チーム中17チームが赤字経営に陥っていた。そしてこのシーズン前には選手たちへの給料未払い問題が発生したため、カンザスシティ・キングスとサンディエゴ・クリッパーズでは選手たちによるストライキが計画された。このストライキは回避されたものの、当時苦しい経営を強いられたリーグの状況を、如実に物語る事件だった。度々衝突してきた協会も選手会もさすがに危機感を抱き、協議の場を持って1983年3月にはNBA初の労使協定が締結された。主な内容は以下の通り。
- サラリーキャップ制度の導入：アメリカ四大メジャースポーツの中で、最も歴史の浅いNBAが他のリーグに先駆けてサラリーキャプ制度の導入を決定した。もっともNBAにはBAA創設当初からサラリーを制限する制度が存在しており、当時は選手一人のサラリーの上限を5500ドルに定めていた。今回の協定で定められたサラリーキャップ制度では、全選手のサラリー総額はリーグ全体の総収益の53%以下とすることが定められた。これは当時球団の経営を圧迫していた最大の要因である、天井知らずの上昇を続ける選手のサラリーを抑えるのが目的だった。
- 最低保証額の設定：選手のサラリーを抑える制度が定められると同時に、選手の最低限のサラリーを保障する制度も設けられた。今回の協定で保証額は40000ドルに定められた。また、チーム数の増減に関わらず、球団はリーグ全体で最低253人の選手を保有しなければならないことも決定した。

この協定は財政の健全化に一役買った点で、NBAの大きな転換期となった。また過去、自らの主張を通すために多くは裁判に頼ってきた選手会が、協会と同じテーブルに着いたことも大きかった。そしてこの時協会と選手会の橋渡しをし、協定締結に尽力したのが当時協会の顧問弁護士を務めていたデビッド・スターンだった。